# Khamaria
Khamaria là một thị xã và là một nagar panchayat của quận Sant Ravidas Nagar thuộc bang Uttar Pradesh, Ấn Độ.

## Nhân khẩu
Theo điều tra dân số năm 2001 của Ấn Độ, Khamaria có dân số 23.521 người. Phái nam chiếm 53% tổng số dân và phái nữ chiếm 47%. Khamaria có tỷ lệ 56% biết đọc biết viết, thấp hơn tỷ lệ trung bình toàn quốc là 59,5%: tỷ lệ cho phái nam là 66%, và tỷ lệ cho phái nữ là 45%. Tại Khamaria, 16% dân số nhỏ hơn 6 tuổi.